# Тонг, Аноте
Аноте Тонг (англ. Anote Tong, кит. 湯安諾 Тан Аньно — его китайские фамилия и имя) (род. 1952) — 5-й президент Республики Кирибати с 2003 по 2016 годы. На выборах в июле 2003 года победил, набрав 47,4 % голосов избирателей, таким образом, обойдя своего главного соперника, брата Гарри Тонга (англ. Harry Tong), члена партии «Манеабан-те-Маури», набравшего 43,5 % голосов, и Бануэра Берина (англ. Banuera Berina), частного юриста из Южной Таравы, набравшего 9,1 % голосов.

## Биография
Аноте Тонг — сын китайского мигранта, поселившегося на островах Гилберта после окончания Второй мировой войны. Получил образование в Лондонской школе экономики.
7 ноября 2003 года им были установлены дипломатические отношения с Китайской Республикой (на острове Тайвань), что способствовало осложнению отношений с КНР, в частности, была закрыта китайская станция слежения за спутниками, прекращено строительство китайцами главного стадиона в Южной Тараве и были отозваны 6 врачей из Национальной больницы Кирибати. Связано это с тем, что китайское правительство до сих не признаёт Тайвань и считает этот остров частью своего государства. Чтобы как-то оправдать свои действия, президент Тонг заявил, что отношения с Тайванем лишь положительно скажутся на экономическом развитии Кирибати, привлекут тайваньских бизнесменов в это небольшое тихоокеанское государство. На прекращение тесного сотрудничества Кирибати с КНР Тайвань ответил денежной помощью микронезийской республике в размере A$ 8 млн, которые должны потратиться на окончание строительства стадиона в Южной Тараве.
Прекращение отношений с КНР остро сказалось на экономике Кирибати, так как Китай ежегодно выделял помощь этому государству в размере A$ 2 млн..
Тонг также предлагает провести крупные изменения в сфере рыболовства, в частности, снизить квоты на вылов иностранными судами рыбы в Исключительной экономической зоне Кирибати, повысить цены на лицензирование иностранных судов, а также заставить иностранные компании строить консервные заводы на территории республики, тем самым, решив проблему безработицы среди молодёжи. Эти предложения вызвали непонимание со стороны оппозиции, например, бывшего президента Кирибати, Тебуроро Тито, а также старшего брата Аноте Тонга, Гарри Тонга.
Сразу же после прихода к власти Аноте Тонг отказался от аренды французского самолёта ATR-72, который был в распоряжении национальной авиакомпании «Эйр Кирибати» и обслуживал международные авиарейсы. Причиной стала слишком высокая стоимость аренды: в целом, было выплачено A$10 млн, что не по силам бюджету такого маленького государства, как Кирибати.
Тонг до истечения срока полномочий ушёл из политики после парламентских выборов 2015—2016 годов.

## Семья
Жена — Бернадетт Меме Тонг (англ. Bernadette Meme Tong), семеро детей.